# Metrioptera helleri
Metrioptera helleri är en insektsart som beskrevs av Schmidt, G.H. 1998. Metrioptera helleri ingår i släktet Metrioptera och familjen vårtbitare. Inga underarter finns listade i Catalogue of Life.